# Priscula taruma
Priscula taruma là một loài nhện trong họ Pholcidae. Loài này được phát hiện ở Guyana.